# La Tour-du-Pin
La Tour-du-Pin è un comune francese di 8 038 abitanti situato nel dipartimento dell'Isère della regione dell'Alvernia-Rodano-Alpi, sede di sottoprefettura.
I suoi abitanti sono chiamati Turripinois.

## Società

### Evoluzione demografica
Abitanti censiti